# Antônio Wagner de Moraes
Antônio Wagner de Moraes (født 2. juni 1966) er en tidligere brasiliansk fodboldspiller.
Han har spillet for flere forskellige klubber i sin karriere, herunder Kashiwa Reysol.